# Kim Kirchen
Kim Kirchen (* 3. Juli 1978 in Rammeldingen) ist ein ehemaliger luxemburgischer Radrennfahrer. Seine größten Karriereerfolge gelangen ihm im Jahr 2005 mit dem Gesamtwertungssieg der Polen-Rundfahrt und 2008 mit dem Sieg beim Klassiker La Flèche Wallonne.

## Karriere
Kirchen war zunächst im Fußballverein US Hostert aktiv, bevor er 1992 mit dem Radsport begann. Er wurde Mitglied im Verein ACC Contern und konnte bereits im ersten Jahr zwei Rennen gewinnen. 1996 wurde er Landesmeister der Junioren. 1998 beendete er seine Secundarstudien und trat der Sportsektion der Armee bei.
Nachdem Kirchen im Jahr 1999 mit der Gesamtwertung der Flèche du Sud sein erstes internationales Radrennen gewann, Luxemburger Meister im Straßenrennen der Elite wurde und im U23-Straßenrennen der Weltmeisterschaften Rang vier belegte, erhielt er für die Saison 2000 einen Vertrag bei De Nardi-Pasta Montegrappa, einem GS III-Team, für das er eine Etappe der Okolo Slovenska gewann. Auch das Eintagesrennen Trofeo Piva gewann er 2000.
In den Jahren 2000 bis 2005 fuhr Kirchen für das spätere UCI ProTeam Fassa Bortolo. In dieser Zeit gewann er die Gesamtwertung der Niederlande-Rundfahrt 2002, den Klassiker Paris-Brüssel 2003 und die Gesamtwertung und eine Etappe des ProTour-Rennens Polen-Rundfahrt.
Anschließend wechselte Kirchen zum T-Mobile-Team, bei dem ihm als größter Erfolg der Sieg beim Klassiker- und ProTour-Wettbewerb La Flèche Wallonne 2008 gelang, nachdem er an der Mur d’Huy Cadel Evans und Damiano Cunego hinter sich lassen konnte.
Bei der Tour de France 2007 belegte Kirchen Rang sieben. Er beendete die 15. Etappe als Zweiter und wurde nach der Dopingdisqualifikation von Alexander Winokurow zum Sieger dieser Etappe erklärt.
Die Tour de France 2008 beendete Kirchen ebenfalls als Siebter. Nach der 6. Etappe übernahm Kirchen das Gelbe Trikot vom Deutschen Stefan Schumacher, mit dem er wenige hundert Meter vor dem Ziel in eine Kollision verwickelt war. Er verlor die Gesamtführung auf der 10. Etappe.
Zu den weiteren besonderen Erfolgen während der Zeit bei diesem Team gehörten zwei Etappensiege bei der Baskenland-Rundfahrt 2008 und je einen Etappensieg bei der Tour de Suisse 2008 und 2009. Bei Tirreno–Adriatico verpasste er als Zweiter den Gesamtsieg um vier Sekunden.
Kirchen wechselte zur Saison 2010 zum Team Katusha. Während der Tour de Suisse 2010 erlitt er einen Herzstillstand, konnte jedoch erfolgreich wiederbelebt werden.
Zwischen 2000 und 2008 wurde er sechsmal zum luxemburgischen Sportler des Jahres gewählt.

## Sonstiges
Kim Kirchen ist der Sohn des Ex-Profis Erny ein Großneffe von Jean Kirchen. Als Jugendlicher war er mit Fränk Schleck in einem Radverein. Seit 2007 ist er mit Caroline verheiratet. Am 8. Juli 2010 wurden beide Eltern von den Zwillingen Liam und Mika.

## Erfolge
| 1999 - Gesamtwertung Flèche du Sud - Luxemburgischer Meister – Straßenrennen 2000 - eine Etappe und Nachwuchswertung Okolo Slovenska 2001 - eine Etappe Luxemburg-Rundfahrt 2002 - Gesamtwertung Niederlande-Rundfahrt - Berner Rundfahrt 2003 - Paris-Brüssel 2004 - eine Etappe Luxemburg-Rundfahrt - Luxemburgischer Meister – Straßenrennen 2005 - Trofeo Laigueglia - GP Chiasso - eine Etappe Settimana Ciclista Internazionale Coppi-Bartali - Gesamtwertung und eine Etappe Polen-Rundfahrt | 2006 - Prolog und Punktewertung Luxemburg-Rundfahrt - Luxemburgischer Meister – Straßenrennen 2007 - eine Etappe Tour de France 2008 - zwei Etappen Baskenland-Rundfahrt - La Flèche Wallonne - eine Etappe Tour de Suisse - Luxemburgischer Meister – Einzelzeitfahren - eine Etappe Tour de France 2009 - eine Etappe Tour de Suisse - Luxemburgischer Meister – Einzelzeitfahren |